# Chiesa di Santo Stefano di Lucciano
La chiesa di Santo Stefano di Lucciano si trova in una frazione di Quarrata, in provincia di Pistoia.

## Storia e descrizione
La chiesa, sorta nel luogo dove si trovava un fortilizio della famiglia Panciatichi, risulta documentata fin dal 1131. All'interno si conserva il Martirio di Santo Stefano, opera firmata di Antonio Puglieschi, e la Vergine annunciata, copia dell'immagine venerata alla Santissima Annunziata di Firenze.
Il rapporto con l'ordine dei Servi di Maria è sottolineato anche dall'affresco del soffitto di Bartolomeo Valiani, con I Sette Santi Fondatori inginocchiati ai piedi della Madonna addolorata.